# 山科ティナ
山科 ティナ（やましな ティナ、1995年 - ）は、日本の漫画家。東京藝術大学卒業。
2011年に「別冊マーガレット」で商業デビュー。2014年頃にSNS上で「#妄想胸キュン漫画」が話題となり、活動が多岐に渡る。スピカワークス所属。
代表作『黒子と悪役（ヒール）くん』『ショジョ恋。-処女のしょう子さん-』『推しは自分です。』『#140字のロマンス』など。

## 来歴
アメリカで生まれ、2歳までアメリカ、9歳まで中国で生活していた。6歳頃から中国でも放送されていた日本のアニメは見ていたと言うが、アニメの原作として漫画の存在を知ったのは来日して漫画雑誌に触れてからであり、小学校6年生頃から日本語を理解出来るようになってから漫画雑誌を読みはじめるようになった。絵は小さい頃から描いており、来日した際は言葉が通じず、「小学校では授業中も休み時間もずっと絵を描いて過ごしてました。」と語っている。
中学2年生の頃に『別冊マーガレット』（集英社）の投稿コーナーで漫画に必要な道具や描き方を学んだと言う。漫画を仕事にしたいと思い始めるようになったものの親から否定的な意見を言われたため、実績を作るために『別冊マーガレット』の『MANGAGP』に応募することを決めると、高校1年生の夏休みに描いた漫画で佳作を受賞し、『別冊マーガレット』に掲載され商業誌デビューを果たした。なお、漫画の賞に応募するための漫画を描き始めたのは中学3年生のときであり、『バクマン。』がきっかけであった。
高校卒業後は浪人したのち、多摩美術大学に進学して1年間在学後、東京藝術大学に進学した。
『LINE』の広告企画として読み切り漫画『プレゼント・ハラスメント！』が2015年11月に公開されると、SNS上の反応から自身の作品は認知されたと思ったものの、山科自身の名前はあまり認知されたなかったと感じたことから、山科自身を知ってもらうために『#アルファベット乳』を企画、公開した。なお、『プレゼント・ハラスメント！』は2016年1月にBS-TBSの番組『焼肉女子会&MORE』内でドラマ化され、『#アルファベット乳』は描き下ろし漫画を加筆した上で『#アルファベット乳の、オモテとウラ。』として2018年10月19日に太田出版から発売された。
『#140字のロマンス』が2017年4月9日に祥伝社から単行本として発売され、自身初の書籍化作品となった。
2019年8月9日発売の『ar』2019年9月号から『ショジョ恋。-処女のしょう子さん-』の連載を開始する。単行本第1巻が2020年7月10日に発売され、2023年1月号まで連載された。動画配信サービス『FOD』にて松村沙友理の主演で『ショジョ恋。』として配信ドラマ化され2023年3月21日より配信開始、4月12日よりフジテレビ（関東ローカル）での放送が開始された。

## 人物
- フリーアナウンサーの森香澄は高校の同級生であり、VoCEのInstagramアカウントにて『推しは自分です。』電子書籍刊行記念のインスタライブに参加している[14][15]。ベイノアも高校の同級生である。

## 作品リスト

### 漫画作品

#### 連載
- もしもロマンス（『Zipper』2017年AUTUMN号[16] - 2017年WINTER号[17]、『FEEL YOUNG』2018年5月号[18] - 2018年6月号[19]）
- ショジョ恋。-処女のしょう子さん-（『ar』2019年9月号 - 2023年1月号）
- 推しは自分です。（VoCE、2023年4月27日 - ）[20]
- 黒子と悪役くん（『デザート』2024年7月号 - 2025年3月号）

### 書籍

#### 漫画単行本
- 『#140字のロマンス』（2017年4月9日、祥伝社、ISBN 978-4-396-79110-0）
- 『#アルファベット乳の、オモテとウラ。』（2018年10月19日、太田出版、ISBN 978-4-7783-2293-9）
- 『ショジョ恋。-処女のしょう子さん-』 全4巻
- 『黒子と悪役くん』 全2巻

#### 電子書籍
- 『推しは自分です。』（2023年12月13日、講談社）[21][22]

#### 共著
- 『今年の春は、とびきり素敵な春にするってさっき決めた』（文・さえり、イラスト / 漫画・山科ティナ、2017年5月、PHP研究所、ISBN 978-4-569-83552-5）

#### その他
- 『ありがとう、うちを見つけてくれて「この世界の片隅に」ファンブック』（2017年7月28日、双葉社、ISBN 978-4-575-94506-5） - マンガ・イラスト参加[23]
- 『漫画家さんのおいしいさしいれ』（2019年1月25日、ホーム社、ISBN 978-4-8342-8488-1） - アンソロジー[24]

### その他
- プレゼント・ハラスメント！（2015年11月） - 企業広告漫画[5]
- 山科ティナによる、妄想癖女子のオフィス胸キュン♥（2016年、ミンティア） - サイト掲載企業タイアップ漫画[4]
- どうしてパパはカメムシになったの？（2016年3月31日） - 企業広告漫画[25][26]
- MACO「恋するヒトミ」 loves 山科ティナ「おしごとの後」（2017年5月17日） - 動画内漫画[27]
- 『千尋くん、千尋くん』（著・夏智。、2017年5月25日、スターツ出版） - イラスト[28]
- ワタシアプリ。（2017年6月5日、三井住友海上） - サイト掲載漫画[29]
- グループ展『NUDE』（2017年10月20日 - 11月5日、自由が丘グリーンホール「room401」）[30]
- 『またね。―もう会えなくても、君との恋を忘れない―』（著・なあ、2018年2月25日、スターツ出版） - イラスト[31]
- ピュアにこるん相談室 by 山科ティナ（2018年8月22日、ノーシン、ViVi11月号、Popteen11月号） - CMコミカライズ[32]
- 『僕らの明日の話をしよう』（著・夏木エル、2018年11月25日、スターツ出版） - イラスト[33]
- 『5分後に失われる恋』（編・恋する実行委員会、2018年12月01日、KADOKAWA） - カバーイラスト[34]
- 22世紀計画『妄想！わがまマンガ』（2019年2月16日、フジテレビ） - 番組内漫画[35]
- グループ展『なかむらしんたろうを拡張する展示』（9月14日 - 15日、池尻大橋 LOBBY）[36]
- 『それでも僕が憶えているから』（著・十和、2020年4月25日、スターツ出版） - イラスト[37]
- 映画『マンケン男子とケイオン女子』（2021年8月28日、YouTubeドラマ・シネマチャンネル『僕等の物語』） - キービジュアル[38]
- テレビアニメ『ルパン三世 PART6』バレンタインデー企画（2022年2月14日） - イラスト掲載[39]
- 美的計画『点と線 feat.さとうもか』リリックビデオ（2022年4月22日）- 動画内イラスト[40]
- みずほ銀行『新生活応援キャンペーン』（2024年2月1日） - CMイラスト[41]

## 出演

### イベント
- ねむれないひとにだけみえるよる 第2夜（2016年4月2日、ネイキッドロフト）[42]
- さえり×山科ティナ「今年の春は、とびきり素敵な春にするってさっき決めた」出版記念トーク＆サイン会（2017年5月9日、文禄堂高円寺店）[43]
- 山科ティナ×地球のお魚ぽんちゃん「胸キュンVSシュールギャグ漫画対決」 「#140字のロマンス」「男子高校生とふれあう方法」W刊行記念（2017年6月24日、本屋B&B）[44]
- 「アルファベット乳の、オモテとウラ。」刊行記念 山科ティナ×ハヤカワ五味のタメトーク“SNS/ミレニアル世代の「夢」と「本音」”（2018年11月10日、文禄堂高円寺店）[45]